# Michael Andretti
Michael Mario Andretti (* 5. Oktober 1962 in Bethlehem) ist ein ehemaliger US-amerikanischer Automobilrennfahrer. Er ist Sohn des italo-amerikanischen Rennfahrers Mario Andretti und selbst Vater von drei Kindern (darunter der Rennfahrer Marco Andretti).

## Karriere

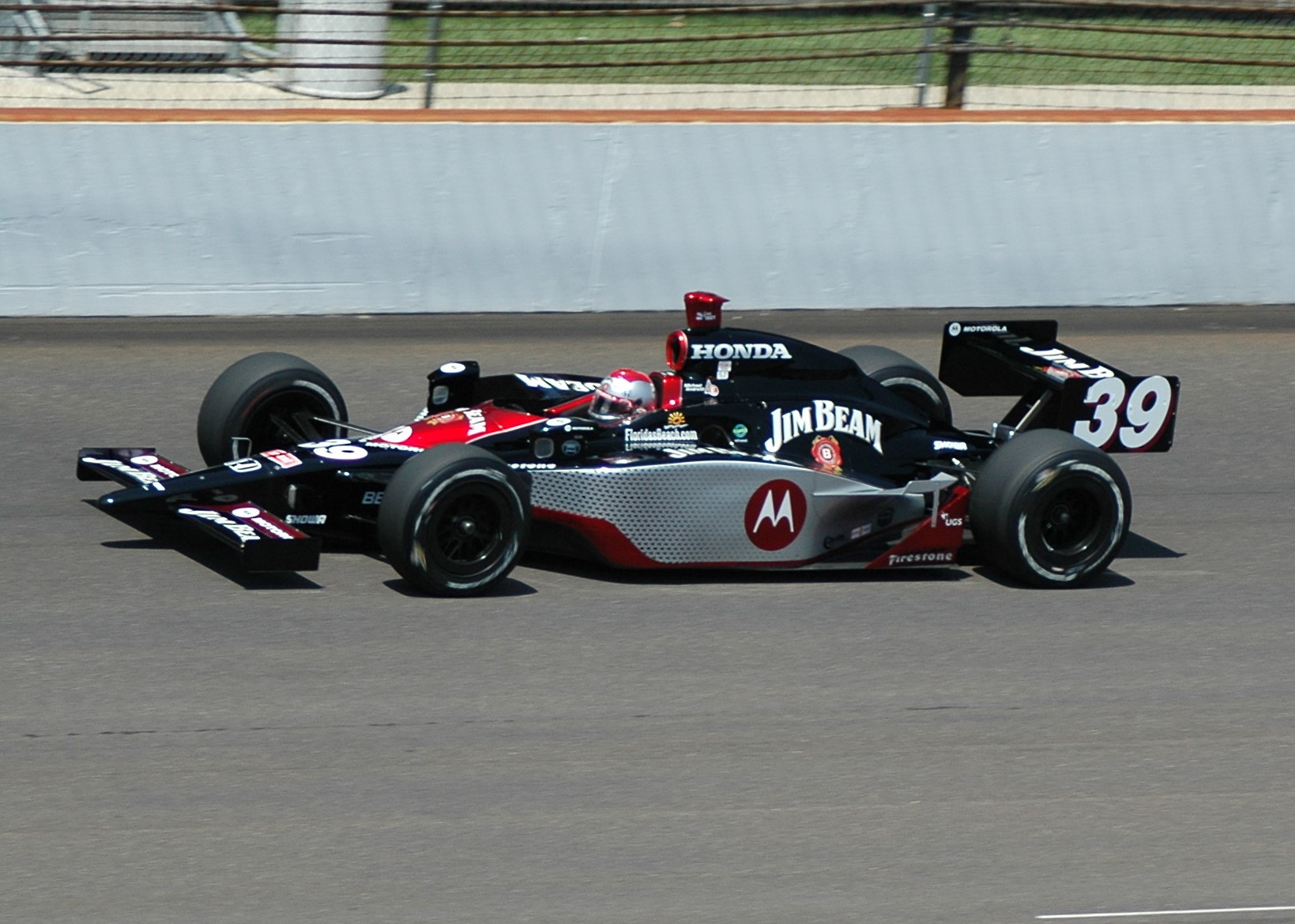
Michael Andretti beim Training zum Indy 500 von 2007

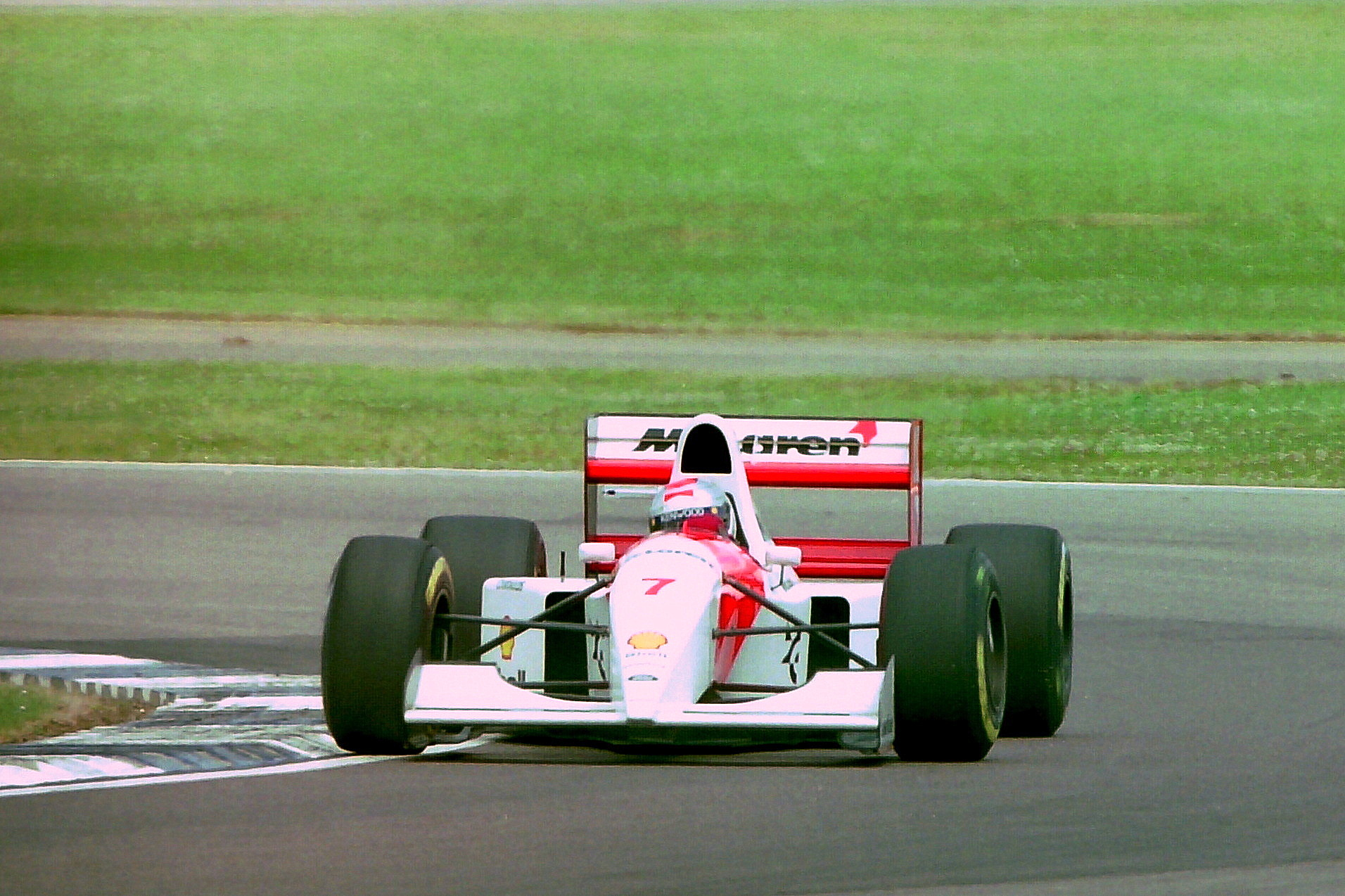
Michael Andretti auf McLaren, 1993

Michael Andretti begann seine Karriere 1980 in der Formel Ford, in welcher er bereits 1981 die Meisterschaft gewann. Dies wiederholte er 1982 in der Super Vee. 1983 nahm er zusammen mit seinem Vater und dem Franzosen Philippe Alliot erstmals am 24-Stunden-Rennen von Le Mans teil und beendete dieses als Dritter. Im selben Jahr feierte er sein Debüt in der IndyCar World Series, in der er 1986 die ersten Siege für sich verbuchen konnte. 1987 gewann er auf dem Michigan International Speedway sein erstes 500-Meilen-Rennen. 1991 gelang es ihm, die Saison als Champion abzuschließen, im selben Jahr unterschrieb er einen Testfahrervertrag bei McLaren. Mit Ayrton Senna als Teamkollegen fuhr er 1993 für McLaren erst- und letztmals in der Formel 1. Außer dem dritten Platz beim Großen Preis von Italien und 7 Punkten in der Fahrerweltmeisterschaft konnte er dort jedoch keine Erfolge erzielen und wurde durch Mika Häkkinen ersetzt. So kehrte er ein Jahr später, 1994, wieder ins Champ Car zurück. 2003 beendete er seine aktive Rennfahrerkarriere mit insgesamt 42 Siegen. Allerdings startete Andretti noch zweimal, 2006 und  2007, beim 500-Meilen-Rennen von Indianapolis; 2006 wurde er dabei Dritter hinter seinem Sohn Marco. Die meisten Rennen fuhr er für das Team von Paul Newman (Newman/Haas Racing).

## Rennstallbesitzer
Im Jahr 2003 kaufte Andretti sich in das „Team Green“ ein, welches von da an als „Andretti Green Racing“ in der Indy Racing League antrat. Mit den Fahrern Bryan Herta (2003–2006), Dan Wheldon (2003–2005), Dario Franchitti (2002–2007) und Tony Kanaan (2003–) konnte das Team mehrere Rennen gewinnen und stellte mit Kanaan im Jahr 2004, mit Wheldon 2005 sowie Franchitti 2007 den Serienmeister. Seit dem Jahr 2006 fährt auch  sein Sohn Marco Andretti für das Team. Für das Jahr 2007 wurde zudem mit Danica Patrick die erste Frau verpflichtet, die Führungskilometer bei den Indianapolis 500 aufweisen kann.

## Statistik

### Statistik in der Formel-1-Weltmeisterschaft

#### Gesamtübersicht
| Saison | Team    | Chassis       | Motor       | Rennen | Siege | Zweiter | Dritter | Poles | schn. Rennrunden | Punkte | WM-Pos. |
| ------ | ------- | ------------- | ----------- | ------ | ----- | ------- | ------- | ----- | ---------------- | ------ | ------- |
| 1993   | McLaren | McLaren MP4/8 | Ford 3.5 V8 | 13     | –     | –       | 1       | –     | –                | 7      | 11.     |
| Gesamt | Gesamt  | Gesamt        | Gesamt      | 13     | –     | –       | 1       | –     | –                | 7      |         |

#### Einzelergebnisse
| Saison | 1   | 2   | 3   | 4 | 5 | 6  | 7 | 8   | 9   | 10  | 11 | 12 | 13 | 14 | 15 | 16 |
| ------ | --- | --- | --- | - | - | -- | - | --- | --- | --- | -- | -- | -- | -- | -- | -- |
| 1993   |     |     |     |   |   |    |   |     |     |     |    |    |    |    |    |    |
| DNF    | DNF | DNF | DNF | 5 | 8 | 14 | 6 | DNF | DNF | DNF | 8  | 3  |    |    |    |    |

### Le-Mans-Ergebnisse
| Jahr | Team                        | Fahrzeug     | Teamkollege    | Teamkollege        | Platzierung | Ausfallgrund |
| ---- | --------------------------- | ------------ | -------------- | ------------------ | ----------- | ------------ |
| 1983 | Porsche Kremer Racing       | Porsche 956  | Mario Andretti | Philippe Alliot    | Rang 3      |              |
| 1988 | Porsche KG                  | Porsche 962C | Mario Andretti | John Andretti      | Rang 6      |              |
| 1997 | Société Courage Compétition | Courage C36  | Mario Andretti | Olivier Grouillard | Ausfall     | Unfall       |

### Sebring-Ergebnisse
| Jahr | Team                    | Fahrzeug     | Teamkollege | Teamkollege      | Platzierung | Ausfallgrund |
| ---- | ----------------------- | ------------ | ----------- | ---------------- | ----------- | ------------ |
| 1983 | Henn’s Swap Shop Racing | Porsche 935L | Derek Bell  | John Paul junior | Ausfall     | Motorschaden |

### Einzelergebnisse in der Sportwagen-Weltmeisterschaft
| Saison | Team          | Rennwagen   | 1   | 2   | 3   | 4   | 5   | 6   | 7   | 8   | 9   | 10  | 11  |
| ------ | ------------- | ----------- | --- | --- | --- | --- | --- | --- | --- | --- | --- | --- | --- |
| 1983   | Kremer Racing | Porsche 956 | MON | SIL | NÜR | LEM | SPA | FUJ | KYA |     |     |     |     |
| 1983   | Kremer Racing | Porsche 956 | 3   |     |     |     |     |     |     |     |     |     |     |
| 1988   | Porsche       | Porsche 962 | JER | JAR | MON | SIL | LEM | BRÜ | BRH | NÜR | SPA | FUJ | SAN |
| 1988   | Porsche       | Porsche 962 |     | 6   |     |     |     |     |     |     |     |     |     |